# Dagobert Biermann
Dagobert Biermann (* 13. November 1904 in Hamburg; † 22. Februar 1943 im KZ Auschwitz) war ein Hamburger Kommunist und Widerstandskämpfer gegen den Nationalsozialismus.

## Leben
Dagobert Biermann kam als Sohn von John und Louise Biermann (geborene Löwenthal) in Hamburg zur Welt. Er besuchte wie sein Bruder Kalli und seine Schwester Rosa die jüdische Talmud-Tora-Realschule, begann jedoch schon im Alter von 14 Jahren eine Lehre in der Werft Blohm & Voss. Nach dem erfolgreichen Abschluss der Gesellenprüfung im Jahr 1922 wurde er, der Sprecher der Lehrlinge und Mitglied des Deutschen Metallarbeiter-Verbands gewesen war, entlassen. Bis 1935 blieb er ohne Arbeit.
Biermann war aktives Mitglied der Kommunistischen Partei Deutschlands (KPD). Nach der Machtübernahme der Nationalsozialisten ging er in den Untergrund und verbreitete illegal die Hamburger Volkszeitung. Seine Gruppe und er wurden entdeckt; Biermann zu zwei Jahren Zuchthaus verurteilt und in der Strafanstalt Lauerhof bei Lübeck inhaftiert. Nach seiner Entlassung im Mai 1935 erhielt er Arbeit als Schlosser auf der Deutschen Werft und schloss sich wieder der KPD und dem Widerstand an.
Um die republikanischen Kräfte des Spanischen Bürgerkriegs in ihrem antifaschistischen Kampf zu unterstützen, gründete Biermann einen „Kontroll- und Meldeausschuß“ (Klaus Mammach), der 1937 auf dem gesamten Gebiet des Hamburger Hafens, der ein wichtiger Umschlagsplatz für Rüstungsgüter war, Informationen über geheime Waffenlieferungen an die Falange sammelte und über die Abschnittsleitung Süd des ZK der KPD nach Spanien übermittelte, wo sie unter anderem vom Deutschen Freiheitssender 29,8 in dessen Nachrichten aufgenommen wurden.
Nach Einschleusung eines Gestapo-Spitzels in die Widerstandsgruppe, der auch Herbert Michaelis angehörte, wurde Biermann erneut verhaftet und zu sechs Jahren Zuchthaus verurteilt. Als jüdischer politischer Häftling wurde er nach Auschwitz deportiert und dort ermordet.
Er war seit 1927 mit Emma (geborene Dietrich; † 2004), die er im KJVD kennengelernt hatte, verheiratet und Vater des Liedermachers Wolf Biermann (* 1936).